# Río de las Yeguas (vattendrag i Spanien, lat 37,37, long -4,75)
Río de las Yeguas är ett vattendrag i Spanien. Det ligger i den södra delen av landet, 400 km söder om huvudstaden Madrid.